# Prickstarr
Prickstarr (Carex punctata) är en gräslik växtart inom familjen halvgräs.